# TeleMANN
Het netwerk TeleMANN is een compleet glasvezelnetwerk in de stad en de omgeving van Nijmegen voor strikt niet-commerciële doeleinden van telecommunicatie. De naam "TeleMann" is de afkorting van Telecommunications Metropolitan Area Network Nijmegen en is gelijk aan de achternaam van de componist Georg Philipp Telemann.
Nijmegen vormt met het netwerk de eerste stad in Nederland waar een stadsbreed en regionaal glasvezelnetwerk voor non-profitinstellingen is gerealiseerd.
Het regionale Telemann-netwerk is gekoppeld aan het lokale Heijendaalnet en aan het landelijke SURFnet.